# Liste des joueurs du Cholet Basket
La liste des joueurs du Cholet Basket recense les joueurs ayant fait au moins une apparition en match officiel dans une compétition nationale ou internationale avec l'équipe première depuis la création du club en 1975 jusqu'à nos jours.

## Liste des joueurs
| Nom                       | Nationalité            | Poste                  | Période au Cholet Basket | Nombre de matchs | Club précédent                     | Club suivant                         |
| ------------------------- | ---------------------- | ---------------------- | ------------------------ | ---------------- | ---------------------------------- | ------------------------------------ |
| Thierry Abélard           | France                 | Arrière                | 1975-1977                | ?                | USM Olivet ou Arago Orléans        | ?                                    |
| Thierry Abélard           | France                 | Arrière                | 1981-1984                | ?                | ?                                  | ?                                    |
| Yunss Akinocho            | France                 | Ailier                 | 2004-2005                | 3                | Centre fédéral                     | Étendard de Brest                    |
| Cyril Akpomedah           | France                 | Ailier fort            | 1997-1999                | 104              | Formé au club                      | ESPE Châlons-en-Champagne            |
| Cyril Akpomedah           | France                 | Ailier fort            | 2003-2004                | 104              | ESPE Châlons-en-Champagne          | Spirou Charleroi                     |
| Randy Allen               | États-Unis             | Pivot                  | 1992-1993                | 21               | Breogán Lugo                       | CB Gérone                            |
| Ted Allen                 | États-Unis             | Pivot                  | 1995                     | 1                | Buffaloes du Colorado              | Lightning de Rockford                |
| Olivier Allinéi           | France                 | Meneur                 | 1989-1994                | 119              | Gators d'Allegheny                 | Strasbourg IG                        |
| Ivan Almeida              | Cap-Vert               | Arrière, ailier        | 2016-2017                | 19               | Chorale de Roanne                  | KK Włocławek                         |
| John Amaechi              | Angleterre             | Pivot                  | 1995                     | 2                | Nittany Lions de Penn State        | Cavaliers de Cleveland               |
| Erwan André               | France                 | Ailier fort            | 2009-2010                | 1                | Formé au club                      | Aix-Maurienne SB                     |
| O. D. Anosike             | États-Unis             | Ailier fort            | 2021-2022                | 18               | FR Monterrey                       | Manisa BB                            |
| Jonathan Arledge          | États-Unis             | Ailier fort            | 2019-2020                | 25               | BK Ventspils                       | Nighthawks de Guelph                 |
| Dominic Artis             | États-Unis             | Meneur, arrière        | 2021-2023                | 100              | Kolossos Rhodes                    | Bodrumspor                           |
| Jean-Paul Claude Atticot  | France                 | Ailier fort, pivot     | 1996-1997                | 6                | Formé au club                      | JA Vichy                             |
| Gildas Aubert             | France                 | Ailier fort            | 1990-1992                | ?                | Formé au club                      | Rupella                              |
| Jonathan Augustin-Fairell | Bahamas                | Ailier fort            | 2018                     | 7                | ADA Blois                          | ASC Denain-Voltaire PH               |
| Ken Austin                | États-Unis             | Ailier fort            | 1987-1988                | 33               | Nasas Istanbul                     | ASVEL Lyon-Villeurbanne              |
| Vule Avdalović            | Serbie                 | Meneur                 | 2010-2011                | 44               | Lucentum Alicante                  | BC Donetsk                           |
| Gérald Ayayi              | France                 | Meneur                 | 2023-en cours            | 27               | EB Pau-Lacq-Orthez                 | Au club en 2023-2024                 |
| Guibril Badji             | France                 | Meneur, arrière        | 2005                     | 5                | Poitiers Basket 86 (prêt)          | JSF Nanterre                         |
| Kenan Bajramović          | Bosnie-Herzégovine     | Ailier fort            | 2016-2017                | 7                | Petkim SK                          | Spars Sarajevo                       |
| Jimmal Ball               | États-Unis             | Meneur                 | 2006-2008                | 88               | KB Pristina                        | JA Vichy                             |
| Cedrick Banks             | États-Unis             | Arrière                | 2014-2015                | 18               | STB Le Havre                       | Retraite sportive                    |
| Olivier Bardet            | France                 | Ailier                 | 1998-2002                | 127              | Formé au club                      | Reims CB                             |
| Olivier Bardet            | France                 | Ailier                 | 2004-2007                | 127              | Reims CB                           | Hermine de Nantes                    |
| Alex Barnett              | États-Unis             | Ailier                 | 2009                     | 5                | Big Green de Dartmouth             | Hermine de Nantes                    |
| Scooter Barry             | États-Unis             | Arrière                | 2002-2003                | 60               | FC Mulhouse                        | Spirou Charleroi                     |
| Guy Baruzier              | France                 | Intérieur              | 1975-1979                | ?                | ?                                  | ?                                    |
| Eddie Basden              | États-Unis             | Arrière, ailier        | 2007                     | 10               | Fenerbahçe Ülker                   | Telekom Bonn                         |
| Talor Battle              | États-Unis             | Meneur                 | 2011                     | 3                | Nittany Lions de Penn State        | Telekom Bonn                         |
| Alain Baudry              | France                 | Intérieur              | 1977-1983                | ?                | Jallais AB                         | ?                                    |
| Rodrigue Beaubois         | France                 | Meneur                 | 2006-2009                | 76               | Formé au club                      | Mavericks de Dallas                  |
| Stéphane Beaudinet        | France                 | Ailier                 | 1993-1994                | 2                | Formé au club                      | CO Beauvais                          |
| Thierry Becchetti         | France                 | Intérieur              | 1994-1995                | 15               | ALM Évreux                         | CO Beauvais                          |
| Gary Bell                 | États-Unis             | Arrière                | 2017                     | 17               | Rosa Radom                         | Aris Thessalonique                   |
| Olivier Bellony           | France                 | Intérieur              | 1992-1993                | 13               | Formé au club                      | Étendard de Brest (prêt)             |
| Olivier Bellony           | France                 | Intérieur              | 1997-1998                | 13               | Étendard de Brest (prêt)           | Hyères-Toulon VB                     |
| Saïd Bendriss             | France                 | Pivot                  | 2003-2008                | 66               | Formé au club                      | Saint-Vallier BD                     |
| Jim Bilba                 | France                 | Ailier fort            | 1988-1992                | 201              | Formé au club                      | CSP Limoges                          |
| Jim Bilba                 | France                 | Ailier fort            | 2002-2007                | 201              | Saski Baskonia                     | Retraite sportive                    |
| Éric Bilon                | France                 | Intérieur, pivot       | 1999-2000                | 10               | Poissy-Chatou Basket               | Montpellier PB                       |
| Laurent Biteau            | France                 | Meneur                 | 1975-1986                | ?                | JF Cholet                          | La Séguinière SLB (entraîneur)       |
| James Blackwell           | États-Unis             | Meneur                 | 1997-1998                | 29               | Olympique d'Antibes                | Bobcats de La Crosse                 |
| Gerry Blakes              | États-Unis             | Arrière, meneur        | 2020-2021                | 10+              | Strasbourg IG                      | Limoges CSP                          |
| Gerry Blakes              | États-Unis             | Arrière, meneur        | 2023-en cours            | 10+              | MKS Dąbrowa Górnicza               | Au club en 2023-2024                 |
| Dominique Blanchard       | France                 | Ailier                 | 1980-1985                | ?                | Formé au club                      | Espérance Saint-Laurent-de-la-Plaine |
| Bogdan Bliznyuk           | Ukraine                | Ailier                 | 2023                     | 13               | Boudivelnyk Kiev                   | ?                                    |
| Dušan Bocevski            | Macédoine              | Pivot                  | 2000                     | 10               | Hapoël Holon                       | Montpellier PB                       |
| Jacques Bodet             | France                 | Intérieur              | 1975-1977                | ?                | ?                                  | ?                                    |
| Régis Boissié             | France                 | Meneur                 | 1997-1999                | 6                | Formé au club                      | CRO Lyon                             |
| Jerry Boutsiele           | France                 | Pivot                  | 2016-2018                | 67               | ASC Denain Voltaire PH             | Limoges CSP                          |
| Maurice Brangeon          | France                 | Intérieur              | 1983-1988                | 29+              | Chanzeaux                          | CEP Lorient                          |
| Brandon Brantley          | États-Unis             | Pivot                  | 2000-2001                | 30+              | Ware Fire                          | Pallacanestro Pavie                  |
| Kevin Braswell            | États-Unis             | Meneur                 | 2008-2009                | 35               | HKK Široki Brijeg                  | Barak Netanya                        |
| Hervé Brégeon             | France                 | Ailier fort            | 1984-1985                | ?                | ?                                  | Montpellier PB                       |
| Pierre Brochard           | France                 | Meneur                 | 1999-2000                | 2                | Formé au club                      | Sablé Basket                         |
| Graham Brown              | États-Unis             | Pivot                  | 2016-2017                | 23               | BCM Gravelines-Dunkerque           | Retraite sportive                    |
| Tyler Brown               | États-Unis             | Arrière                | 2013                     | 6                | Redbirds d'Illinois State          | Legends du Texas                     |
| Stephen Brun              | France                 | Ailier fort            | 1999-2001                | 30               | Formé au club                      | FC Mulhouse                          |
| Stephen Brun              | France                 | Ailier fort            | 2015-2016                | 30               | SOM Boulogne-sur-Mer               | Stade de Vanves                      |
| Sylvere Bryan             | République dominicaine | Pivot                  | 2002-2003                | 24               | Spartans de Tampa                  | Rimini Crabs                         |
| Travon Bryant             | États-Unis             | Ailier fort            | 2012-2013                | 36               | Le Mans SB                         | EWE Oldenbourg                       |
| Justin Burrell            | États-Unis             | Intérieur              | 2013-2014                | 41               | Champagne Châlons-Reims            | Chiba Jets                           |
| Derrick Byars             | États-Unis             | Ailier                 | 2011                     | 3                | Guaiqueríes de Margarita           | Jam de Bakersfield                   |
| T. J. Campbell            | États-Unis             | Meneur                 | 2021-en cours            | 80+              | Afyon Belediye                     | Au club en 2023-2024                 |
| Germain Castano           | France                 | Meneur                 | 1995-1996                | 19               | Élan chalonnais                    | Élan chalonnais                      |
| Ed Catchings              | États-Unis             | Ailier                 | 1986-1987                | 2                | Sion Basket                        | ?                                    |
| Fabien Causeur            | France                 | Arrière, meneur        | 2009-2012                | 101              | STB Le Havre                       | Saski Baskonia                       |
| Patrick Cham              | France                 | Ailier                 | 1988-1991                | 76               | RCF Paris                          | Levallois SC                         |
| Eric Chatfield            | États-Unis             | Arrière, meneur        | 2013-2014                | 27               | Al Mouttahed Tripoli               | Retraite sportive                    |
| Alain Chevrier            | France                 | Ailier                 | 1981-1982                | ?                | Trémont (49)                       | ?                                    |
| Thierry Chevrier          | France                 | Arrière                | 1977-1989                | 24+              | Formé au club                      | Angers BC                            |
| Antoine Chevrier          | France                 | Meneur, arrière        | 2014-2016                | 6                | Formé au club                      | Rupella basket 17                    |
| Randolph Childress        | États-Unis             | Meneur                 | 1999                     | 9                | Selçuk Üniversitesi                | SAV Vacallo                          |
| Patrick Christopher       | États-Unis             | Ailier                 | 2011-2012                | 27               | Antalya BB                         | Beşiktaş JK                          |
| Maxime Chupin             | France                 | Ailier fort            | 2008-2010                | 8                | Formé au club                      | Anteaters de l'UC Irvine             |
| Hervé Cimmier             | France                 | Intérieur              | 1996                     | 3                | Formé au club                      | ?                                    |
| Bruno Cingala-Mata        | France                 | Intérieur, ailier fort | 2013                     | 1                | Formé au club                      | Fos PB                               |
| Teddy Citadelle           | France                 | Arrière                | 1991-1994                | 30               | Formé au club                      | Rupella                              |
| Johan Clet                | France                 | Meneur                 | 2015                     | 2                | Formé au club                      | Caen BC                              |
| Aubrey Coleman            | États-Unis             | Arrière                | 2013                     | 7                | Bighorns de Reno                   | Pallacanestro Varèse                 |
| Chauncey Collins          | États-Unis             | Arrière, meneur        | 2020                     | 5                | Dzūkija Alytus                     | Merkezefendi Denizli                 |
| Bruno Constant            | France                 | Intérieur              | 1988-1990                | 57               | ASVEL Lyon-Villeurbanne            | Tours BC                             |
| Bruno Coqueran            | France                 | Pivot                  | 1990-1997                | 76               | Formé au club                      | Le Mans SB                           |
| Félix Courtinard          | France                 | Pivot                  | 1990-1991                | 12               | BCM Gravelines                     | ASVEL Lyon-Villeurbanne              |
| Joe Courtney              | États-Unis             | Ailier fort            | 1995                     | 5                | Aztecas de Mexico                  | Lightning de Rockford                |
| Isaiah Cousins            | États-Unis             | Meneur, arrière        | 2018                     | 6                | Stars de Salt Lake City            | Stars de Salt Lake City              |
| John Cox                  | États-Unis             | Arrière, meneur        | 2013-2014                | 40               | Paris-Levallois Basket             | STB Le Havre                         |
| Winston Crite             | États-Unis             | Ailier fort            | 1993                     | 11               | ASA Sceaux                         | BCM Gravelines                       |
| Corey Crowder             | États-Unis             | Arrière, ailier        | 2001                     | 14               | Hapoël Holon                       | Élan chalonnais                      |
| Gaylor Curier             | France                 | Arrière                | 2022-2023                | 41               | Strasbourg IG                      | EB Pau-Lacq-Orthez                   |
| Michael Curry             | États-Unis             | Arrière, ailier        | 1995                     | 9                | CB Gérone                          | Racers d'Omaha                       |
| Ron Curry                 | États-Unis             | Ailier                 | 1995-1996                | 5                | ASVEL Lyon-Villeurbanne            | Lightning de Rockford                |
| Boris Dallo               | France                 | Arrière, ailier        | 2021-2023                | 100              | ESSM Le Portel                     | ASVEL Lyon-Villeurbanne              |
| Kyvon Davenport           | États-Unis             | Ailier fort            | 2020                     | 30               | Hapoël Eilat                       | Boudivelnyk Kiev                     |
| Ralph Davis               | États-Unis             | Ailier                 | 1996                     | 1                | Poissy-Chatou Basket               | CRO Lyon                             |
| Tony Dawson               | États-Unis             | Intérieur              | 1993                     | 3                | Thrillers de Rapid City            | Cocodrilos de Caracas                |
| Nando de Colo             | France                 | Arrière                | 2006-2010                | 110              | Formé au club                      | Valence BC                           |
| Nicolas de Jong           | Pays-Bas               | Intérieur              | 2014-2016                | 55               | Sharks d'Antibes                   | Champagne Châlons-Reims              |
| Nathan De Sousa           | France                 | Meneur                 | 2021-2022                | 31               | Formé au club                      | Au club en 2023-2024                 |
| Paul Delaney              | États-Unis             | Meneur                 | 2014-2015                | 33               | Khimik Youjne                      | Maccabi Kiryat Gat                   |
| Sylvain Delorme           | France                 | Ailier                 | 1994-1997                | 34               | Formé au club                      | Angers BC                            |
| Valéry Demory             | France                 | Meneur                 | 1994-1997                | 107              | EB Pau-Orthez                      | ALM Évreux                           |
| Raphaël Desroses          | France                 | Ailier                 | 2003-2004                | 42               | Broncbusters de Garden City        | Chorale de Roanne                    |
| John Devereaux            | États-Unis             | Pivot                  | 1989-1991                | 46               | CB Valladolid                      | PA Udine                             |
| Benjamin Dewar            | États-Unis             | Ailier                 | 2016-2017                | 32               | Joueur libre                       | Retraite sportive                    |
| Nianta Diarra             | Mali                   | Intérieur              | 2019-2022                | 61               | Boulazac BD                        | Joueur libre                         |
| Mamoutou Diarra           | France                 | Ailier                 | 2010-2011                | 38               | Chorale de Roanne                  | JSF Nanterre                         |
| Kevin Dillard             | États-Unis             | Meneur                 | 2015                     | 2                | EB Pau-Lacq-Orthez                 | Apóllon Pátras                       |
| Karlton Dimanche          | France                 | Meneur, arrière        | 2018-2023                | 48               | Formé au club                      | Sans club                            |
| Dragan Djurdjevic         | France                 | Pivot                  | 1995-1996                | 11               | Formé au club                      | CO Beauvais                          |
| Didier Dobbels            | France                 | Ailier                 | 1987-1989                | 55               | CA Saint-Etienne                   | Retraite sportive                    |
| Anthony Dobbins           | États-Unis             | Arrière, ailier        | 2007-2008                | 61               | Makedonikós Neápoli                | Orléans LB                           |
| Justin Doellman           | États-Unis             | Ailier fort            | 2007-2008                | 12               | Musketeers de Xavier               | Besançon BCD                         |
| David Dolivet             | France                 | Ailier                 | 1992-1993                | 8                | Nantes BC                          | ?                                    |
| Stéphane Dondon           | France                 | Ailier, ailier fort    | 2006-2008                | 59               | Élan chalonnais                    | JL Bourg-en-Bresse                   |
| Tony Dorsey               | Angleterre             | Ailier fort            | 2001-2002                | 34               | Hapoël Jérusalem                   | BC Ostende                           |
| Robert Dozier             | États-Unis             | Ailier fort            | 2011-2012                | 22               | PAOK Thessalonique                 | Baloncesto Séville                   |
| Pierre-Étienne Drouault   | France                 | Arrière, ailier        | 2017                     | 11               | Saint-Quentin BB                   | Boulazac BD                          |
| Fabien Dubos              | France                 | Ailier fort, pivot     | 1998-2000                | 60               | EB Pau-Lacq-Orthez                 | EB Pau-Lacq-Orthez                   |
| Pero Dujmović             | Croatie                | Ailier                 | 2006                     | 3                | Spirou Charleroi                   | Cedevita Zagreb                      |
| Calvin Duncan             | États-Unis             | Ailier                 | 1986-1987                | ?                | Rams de VCU                        | Joueur libre                         |
| Romain Duport             | France                 | Pivot                  | 2010-2012                | 87               | STB Le Havre                       | Strasbourg IG                        |
| Romain Duport             | France                 | Pivot                  | 2018-2019                | 87               | Champagne Châlons-Reims            | STB Le Havre                         |
| Lionel Ebreuil            | France                 | Ailier fort            | 2014                     | 1                | Formé au club                      | Limoges CSP (espoirs)                |
| JK Edwards                | États-Unis             | Pivot                  | 2006-2007                | 29               | STB Le Havre                       | STB Le Havre                         |
| Arvydas Eitutavičius      | Lituanie               | Meneur                 | 2009-2010                | 39               | Klaipėdos Neptūnas                 | Iraklis Thessalonique                |
| Perry Ellis               | États-Unis             | Ailier fort            | 2022-en cours            | 63               | Saga Ballooners                    | Au club en 2023-2024                 |
| Kim English               | États-Unis             | Arrière                | 2014                     | 5                | SLUC Nancy                         | Guaros de Lara                       |
| Steeve Essart             | France                 | Meneur                 | 2005-2006                | 40               | JL Bourg-en-Bresse                 | BCM Gravelines-Dunkerque             |
| Junior Etou               | République du Congo    | Ailier fort            | 2019                     | 8                | Estudiantes Madrid                 | S. Oliver Wurtzbourg                 |
| Christophe Evano          | France                 | Ailier                 | 1992-1994                | 43               | Hermine de Nantes                  | ASVEL Lyon-Villeurbanne              |
| Ryan Evans                | États-Unis             | Ailier                 | 2017-2018                | 35               | Hyères-Toulon VB                   | Bakken Bears                         |
| Terrell Everett           | États-Unis             | Meneur                 | 2012                     | 20               | Eisbären Bremerhaven               | Eisbären Bremerhaven                 |
| Ilian Evtimov             | France                 | Ailier fort            | 2016-2018                | 63               | Élan chalonnais                    | Lille MBC                            |
| Narcisse Ewodo            | Cameroun               | Arrière, ailier        | 1999-2000                | 13               | EB Pau-Orthez                      | Norrköping Dolphins                  |
| Or Eytan                  | Israël                 | Ailier, arrière        | 2007                     | 4                | Ironi Ashkelon                     | Hapoël Galil Elyon                   |
| Randal Falker             | États-Unis             | Ailier fort, pivot     | 2008-2012                | 200              | Salukis de Southern Illinois       | Beşiktaş JK                          |
| Tony Farmer               | États-Unis             | Ailier fort            | 1994-1995                | 8                | Skyforce de Sioux Falls            | Besançon BC                          |
| Clément Faroux            | France                 | Meneur, arrière        | 2012-2013                | 3                | Formé au club                      | Union Bourbourg-Grande-Synthe        |
| Dave Feitl                | États-Unis             | Pivot                  | 1992-1993                | ?                | Nets du New Jersey                 | Gimnasia de Comodoro Rivadavia       |
| Cédric Ferchaud           | France                 | Ailier                 | 1999                     | 171              | Formé au club                      | ES Prissé                            |
| Cédric Ferchaud           | France                 | Ailier                 | 2002-2006                | 171              | FC Mulhouse                        | EB Pau-Orthez                        |
| Ryan Fletcher             | États-Unis             | Pivot                  | 2004                     | 25               | Sun Kings de Yakima                | Reims CB                             |
| Gary Florimont            | France                 | Pivot                  | 2005-2007                | 4                | Formé au club                      | Poitiers Basket 86                   |
| Vafessa Fofana            | Côte d'Ivoire          | Ailier fort            | 2011                     | 39               | Formé au club                      | Saint-Vallier BD                     |
| Vafessa Fofana            | Côte d'Ivoire          | Ailier fort            | 2019-2021                | 39               | Nantes BH                          | BCM Gravelines-Dunkerque             |
| William Fontleroy         | États-Unis             | Arrière, ailier        | 2005                     | 3                | Eisbären Bremerhaven               | ETHA Éngomis                         |
| Paul Fortier              | France                 | Pivot                  | 1996-1999                | 75               | Le Mans SB                         | Baloncesto Séville                   |
| Athys Francis             | France                 | Ailier fort            | 1994-1995                | 7                | Formé au club                      | CO Beauvais                          |
| Tellis Frank              | États-Unis             | Ailier fort            | 1994-1995                | 10               | Timberwolves du Minnesota          | Bàsquet Manresa                      |
| Cyr G'Baguidi             | Bénin                  | Pivot                  | 1992-1995                | 45               | Ronchin BC                         | Toulouse Spacer's                    |
| Jon Garavaglia            | États-Unis             | Pivot                  | 1999-2000                | 12               | Hoops de Grand Rapids              | Baloncesto León                      |
| Chris Garner              | États-Unis             | Meneur                 | 2006                     | 15               | Ermis Agias Larissa                | Apóllon Patras                       |
| Yancy Gates               | États-Unis             | Pivot                  | 2017-2018                | 28               | Ironi Nahariya                     | Santeros de Aguadaga                 |
| David Gautier             | France                 | Ailier                 | 1998-2001                | 161              | Centre fédéral                     | Strasbourg IG                        |
| David Gautier             | France                 | Ailier                 | 2004-2006                | 161              | Strasbourg IG                      | BCM Gravelines-Dunkerque             |
| Jean-Louis Gautier        | France                 | Ailier fort            | 1978-1981                | ?                | ?                                  | ?                                    |
| Mickaël Gelabale          | France                 | Ailier                 | 2001-2004                | 110              | Formé au club                      | Real Madrid                          |
| Mickaël Gelabale          | France                 | Ailier                 | 2009-2010                | 110              | D-Fenders de Los Angeles           | ASVEL Lyon-Villeurbanne              |
| Tate George               | États-Unis             | Arrière, ailier        | 1996                     | 5                | Pride du Connecticut               | Lightning de Rockford                |
| Danny Gibson              | États-Unis             | Meneur                 | 2018                     | 3                | Sharks d'Antibes                   | Büyükçekmece Basketbol               |
| Éric Girard               | France                 | Meneur                 | 1983-1987                | ?                | NDC La Jubaudière                  | Salon Basket                         |
| Rudy Gobert               | France                 | Ailier                 | 2011-2013                | 66               | Formé au club                      | Jazz de l'Utah                       |
| Reggie Golson             | États-Unis             | Ailier                 | 2008                     | 16               | Omniworld Almere                   | Paderborn Baskets                    |
| Anthony Goods             | États-Unis             | Arrière                | 2014                     | 37               | Ironi Nes Ziona                    | Hapoël Gilboa Galil                  |
| Anthony Goods             | États-Unis             | Arrière                | 2015                     | 37               | Ironi Nes Ziona                    | Guaros de Lara                       |
| Anthony Goods             | États-Unis             | Arrière                | 2019                     | 37               | SLUC Nancy                         | Indios de San Francisco              |
| Marcus Goree              | États-Unis             | Ailier fort            | 2012-2013                | 34               | Pallacanestro Trévise              | UniCEUB Brasília                     |
| Toddrick Gotcher          | États-Unis             | Arrière                | 2017-2018                | 35               | Koroivos Amaliadas                 | Ifaistos Limnou                      |
| Enzo Goudou-Sinha         | France                 | Meneur                 | 2022-en cours            | 60               | Champagne Basket                   | Au club en 2023-2024                 |
| Darrin Govens             | États-Unis             | Meneur, arrière        | 2021-2022                | 38               | SZTE Szedeák                       | Limoges CSP                          |
| Melvyn Govindy            | États-Unis             | Pivot                  | 2018-2020                | 13               | SLUC Nancy                         | Kaysersberg Ammerschwihr BCA         |
| William Gradit            | France                 | Ailier                 | 2011-2012                | 65               | Boulazac BD                        | Chorale de Roanne                    |
| Jim Grady                 | États-Unis             | Intérieur              | 1984-1985                | ?                | Manresa EB                         | Retraite sportive                    |
| Orlando Graham            | États-Unis             | Ailier fort            | 1988-1989                | 14               | Warhawks d'AUM                     | Warriors de Golden State             |
| Antonio Grant             | États-Unis             | Ailier                 | 2006-2007                | 35               | Spartak Saint-Pétersbourg          | KK Šiauliai                          |
| Josh Grant                | États-Unis             | Pivot                  | 2000-2001                | 18               | Aris Thessalonique                 | Roseto Basket                        |
| Evric Gray                | États-Unis             | Ailier                 | 2000                     | 1                | Libertad Sunchales                 | Libertad Sunchales                   |
| Taj Gray                  | États-Unis             | Pivot                  | 2006-2007                | 35               | Sooners de l'Oklahoma              | Paris-Levallois Basket               |
| Vincent Grier             | États-Unis             | Ailier                 | 2008-2009                | 43               | BCM Gravelines-Dunkerque           | Mersin BB                            |
| Laurent Grimaud           | France                 | Ailier                 | 1975-1980                | ?                | ?                                  | ?                                    |
| Laurent Grimaud           | France                 | Ailier                 | 1982-1983                | ?                | ?                                  | ?                                    |
| Christophe Guinaudeau     | France                 | Ailier                 | 1978-1981                | ?                | ?                                  | ?                                    |
| Lindsay Hairston          | États-Unis             | Ailier fort, pivot     | 1985-1987                | ?                | ESM Challans                       | Joueur libre                         |
| Jerome Harmon             | États-Unis             | Ailier                 | 1998-1999                | 4                | Olympique d'Antibes                | Élan chalonnais                      |
| Frank Hassell             | États-Unis             | Pivot                  | 2018-2019                | 31               | ESSM Le Portel                     | ESSM Le Portel                       |
| DeRon Hayes               | États-Unis             | Ailier                 | 1998-2000                | 158              | CSK Samara                         | Legends de l'Indiana                 |
| DeRon Hayes               | États-Unis             | Ailier                 | 2002-2004                | 158              | JL Bourg-en-Bresse                 | SLUC Nancy                           |
| DeRon Hayes               | États-Unis             | Ailier                 | 2008                     | 158              | Limoges CSP Élite                  | ALM Évreux                           |
| Killian Hayes             | France                 | Arrière, meneur        | 2017-2019                | 43               | Formé au club                      | Basketball Ulm                       |
| Skeeter Henry             | États-Unis             | Ailier                 | 1997-1998                | 12               | Montpellier PB                     | Toulouse Spacer's                    |
| Sebastien Hermenier       | France                 | Ailier fort            | 2007                     | 2                | Saint-Étienne Basket               | Besançon BCD                         |
| Philippe Hervé            | France                 | Arrière, meneur        | 1988-1989                | 28               | CA Saint-Étienne                   | ASVEL Lyon-Villeurbanne              |
| Kareem Hill               | États-Unis             | Ailier fort            | 1996                     | 5                | Red Foxes de Marist                | New Wave                             |
| Robert Hite               | États-Unis             | Arrière                | 2011                     | 13               | Limoges CSP                        | Biancoblù Bologne                    |
| Steeve Ho You Fat         | France                 | Ailier fort            | 2008-2009                | 31               | Formé au club                      | Olympique d'Antibes                  |
| Steeve Ho You Fat         | France                 | Ailier fort            | 2013-2014                | 31               | ALM Évreux                         | Chorale de Roanne                    |
| D. J. Hogg                | États-Unis             | Ailier                 | 2021-2022                | 24               | Magic de Lakeland                  | Cairns Taipans                       |
| Murphy Holloway           | États-Unis             | Intérieur              | 2015-2016                | 31               | Pallacanestro Trieste              | Hapoël Gilboa Galil                  |
| Dennis Hopson             | États-Unis             | Ailier                 | 1994                     | 8                | CB Saragosse                       | Le Mans SB                           |
| Chris Horton              | États-Unis             | Intérieur              | 2019-2020                | 22               | GS Kymis                           | BCM Gravelines-Dunkerque             |
| Chris Horton              | États-Unis             | Intérieur              | 2021                     | 22               | BCM Gravelines-Dunkerque           | Nanterre 92                          |
| Mérédis Houmounou         | France                 | Arrière                | 2010-2011                | 8                | ALM Évreux                         | Aix-Maurienne SB                     |
| Kevin Houston             | États-Unis             | Meneur                 | 2012                     | 5                | APOEL Nicosie                      | STB Le Havre                         |
| Lenzie Howell             | États-Unis             | Ailier                 | 1998-1999                | 22               | Montpellier PB                     | JL Bourg-en-Bresse                   |
| Gregor Hrovat             | Slovénie               | Ailier                 | 2020-2021                | 15               | Afyon Belediye                     | EB Pau-Lacq-Orthez                   |
| Vojtěch Hruban            | République tchèque     | Ailier                 | 2023-en cours            | 26               | London Lions                       | Au club en 2023-2024                 |
| Trevon Hughes             | États-Unis             | Meneur                 | 2015-2016                | 33               | Sakarya BB                         | Düzce Belediyesi                     |
| Antoine Hyman             | États-Unis             | Pivot                  | 2004                     | 17               | İnhisar SK                         | SC Lusitânia                         |
| Colin Irish               | Angleterre             | Ailier                 | 1996                     | 8                | Worthing Bears (entraîneur-joueur) | Solent Stars                         |
| Rudy Jackson              | États-Unis             | Intérieur              | 1983-1984                | ?                | Caracas                            | ?                                    |
| Sam Jacobson              | États-Unis             | Arrière, ailier        | 2007                     | 19               | AC Imola                           | Retraite sportive                    |
| Roddy Jarny               | France                 | Ailier fort            | 1998                     | 3                | Formé au club                      | Reims CB                             |
| Aymeric Jeanneau          | France                 | Meneur                 | 1996-2003                | 199              | Formé au club                      | STB Le Havre                         |
| Gilles Jehannin           | France                 | Meneur                 | 1995-1996                | 17               | Formé au club                      | Étendard de Brest                    |
| Éric John                 | France                 | Arrière                | 1989-1996                | 117              | Formé au club                      | Hyères-Toulon VB                     |
| Danny Johnson             | États-Unis             | Ailier                 | 2000                     | 9                | Swarm de St. Louis                 | Ionikos Néa Filadélfia               |
| Peter Jok                 | Soudan                 | Ailier, arrière        | 2019-2020                | 59               | Lumberjacks de Northern Arizona    | CB Murcie                            |
| Peter Jok                 | Soudan                 | Ailier, arrière        | 2021-2022                | 59               | CB Murcie                          | Nantes BH                            |
| Rudy Jomby                | France                 | Ailier                 | 2012-2016                | 164              | BCM Gravelines-Dunkerque           | ADA Blois                            |
| Aaron Jones               | États-Unis             | Intérieur              | 2020-2021                | 7                | Bilbao Basket                      | Universo Trévise                     |
| Jalen Jones               | États-Unis             | Ailier fort            | 2023                     | 12               | Hapoël Haïfa                       | Chorale de Roanne                    |
| Kevin Jones               | États-Unis             | Ailier fort            | 2015                     | 13               | San Miguel Beermen                 | Partizan Belgrade                    |
| Mike Jones                | États-Unis             | Ailier                 | 1993-1994                |                  | FC Barcelone                       | EB Pau-Orthez                        |
| Devoe Joseph              | États-Unis             | Arrière                | 2015                     | 13               | Türk Telekom                       | Budućnost Podgorica                  |
| Charles Kahudi            | France                 | Arrière                | 2005-2006                | 8                | Formé au club                      | ALM Évreux                           |
| Lamine Kanté              | France                 | Ailier                 | 2013-2014                | 24               | Poitiers Basket 86                 | Poitiers Basket 86                   |
| İlkan Karaman             | Turquie                | Ailier fort            | 2019-2020                | 15               | Karşıyaka SK                       | Sharks d'Antibes                     |
| Artūras Karnišovas        | Lituanie               | Ailier                 | 1994-1995                | 16               | Pirates de Seton Hall              | FC Barcelone                         |
| Ahmadou Keita             | France                 | Arrière                | 1990-1991                | 9                | ASA Sceaux                         | ASA Sceaux                           |
| Curtis Kitchen            | États-Unis             | Ailier fort            | 1992-1993                | 25               | FC Mulhouse                        | Sun Kings de Yakima                  |
| Seydou Koné               | France                 | Ailier fort            | 2001-2003                | 3                | Formé au club                      | Seahawks de Broward College          |
| Ivan Krasic               | Serbie-et-Monténégro   | Arrière                | 2001-2003                | 85               | Maccabi Haïfa                      | OKK Belgrade                         |
| Lasan Kromah              | États-Unis             | Ailier                 | 2020-2021                | 32               | Kolossos Rhodes                    | Fos PB                               |
| Thomas Larrouquis         | France                 | Arrière, ailier        | 2008-2010                | 59               | Limoges CSP Élite                  | JA Vichy                             |
| Stéphane Lauvergne        | France                 | Ailier                 | 1989-1990                | 31               | ABC Nantes                         | FC Mulhouse                          |
| Dimitri Lauwers           | Belgique               | Arrière, meneur        | 2001-2002                | 31               | Le Mans SB                         | JDA Dijon                            |
| Michael Lee               | États-Unis             | Ailier fort            | 2008                     | 1                | Bonnies de Saint Bonaventure       | KK Split                             |
| Pierre Léger              | France                 | Ailier                 | 1985-1986                | ?                | ?                                  | ?                                    |
| Bruno Lejeune             | France                 | Ailier                 | 1992-1993                | 22               | CSP Limoges                        | Angers BC                            |
| Jean-Luc Lelaure          | France                 | Ailier                 | 1975-1977                | ?                | JF Cholet                          | ?                                    |
| Christophe Léonard        | France                 | Ailier                 | 2008-2011                | 53               | Centre fédéral                     | STB Le Havre                         |
| Yves Lesur                | France                 | Intérieur              | 1975-1982                | ?                | Le Longeron                        | JA Maulévrier                        |
| Jacques Lesur             | France                 | Ailier fort            | 1979-1983                | ?                | Jallais                            | ?                                    |
| Amaël L'Étang             | France                 | Ailier                 | 2023-en cours            | 3                | Formé au club                      | Au club en 2023-2024                 |
| Éric Leveugle             | France                 | Arrière                | 1980-1983                | ?                | Grenoble                           | ?                                    |
| Thierry Liaud             | France                 | Ailier                 | 1983-1986                | ?                | Similienne de Nantes               | AIL Rousset                          |
| John Linehan              | États-Unis             | Meneur                 | 2009-2010                | 32               | BC Kalev                           | SLUC Nancy                           |
| Ian Lockhart              | États-Unis             | Ailier fort            | 1991-1992                | 27               | EB Pau-Orthez                      | Suns de Phoenix                      |
| Anthony Lopez             | France                 | Ailier fort            | 1987                     | 1                | Formé au club                      | Étoile de Voiron                     |
| Terrell Lyday             | États-Unis             | Meneur                 | 2003-2004                | 42               | Galatasaray SK                     | ASVEL Lyon-Villeurbanne              |
| Gerald Madkins            | États-Unis             | Meneur, arrière        | 1996-1997                | 26               | Joventut Badalone                  | Lightning de Rockford                |
| Jérémie Maginot           | France                 | Meneur                 | 1995-1996                | 2                | Formé au club                      | Cambrai                              |
| Alain Maginot             | France                 | Intérieur              | 1983-1984                | ?                | La Séguinière SLB                  | ?                                    |
| Yoan Makoundou            | France                 | Ailier fort            | 2019-2022                | 56               | Formé au club                      | AS Monaco                            |
| Romain Malet              | France                 | Meneur                 | 2002-2005                | 65               | Formé au club                      | FC Mulhouse                          |
| Ivan Maraš                | Monténégro             | Ailier fort            | 2017                     | 17               | Doxa Lefkadas                      | Aris Thessalonique                   |
| Giancarlo Marcaccini      | États-Unis             | Ailier                 | 1996-1998                | 55               | Patriots de George Mason           | CB Málaga                            |
| Claude Marquis            | France                 | Pivot                  | 1999-2006                | 315              | Formé au club                      | Strasbourg IG                        |
| Claude Marquis            | France                 | Pivot                  | 2007-2011                | 315              | Strasbourg IG                      | Rah Tarabari Qom                     |
| Claude Marquis            | France                 | Pivot                  | 2013-2014                | 315              | SLUC Nancy                         | AS Essaouira                         |
| Jean-Adrien Martin        | France                 | Pivot                  | 1998                     | 2                | Formé au club                      | Angers BC                            |
| Junior Mbida              | France                 | Ailier fort            | 2015-2016                | 16               | AS Monaco                          | AS Monaco                            |
| Donnie McGrath            | États-Unis             | Arrière, meneur        | 2011                     | 12               | PAOK Thessalonique                 | Teramo Basket                        |
| Tywain McKee              | États-Unis             | Meneur                 | 2018                     | 4                | Hapoël Tel-Aviv                    | Wilki Morskie Szczecin               |
| Kennedy Meeks             | États-Unis             | Intérieur              | 2021-2022                | 26               | Changwon LG Sakers                 | Marineros de Puerto Plata            |
| Samuel Mejia              | États-Unis             | Arrière                | 2009-2011                | 87               | AEL Larissa                        | CSKA Moscou                          |
| Cédric Mélicie            | France                 | Ailier fort            | 1998                     | 1                | Formé au club                      | Élan chalonnais (espoirs)            |
| Jean-Philippe Méthélie    | France                 | Meneur, arrière        | 1996-1998                | 51               | Olympique d'Antibes                | CSP Limoges                          |
| David Michineau           | France                 | Meneur, arrière        | 2017-2018                | 27               | Hyères-Toulon VB                   | Levallois Metropolitans              |
| Éric Micoud               | France                 | Meneur                 | 1998-2001                | 82               | Strasbourg IG                      | Paris BR                             |
| Cedric Miller             | Bahamas                | Pivot                  | 1997-2000                | 88               | ESPE Châlons-en-Champagne          | BCM Gravelines                       |
| Ian Miller                | États-Unis             | Arrière                | 2021                     | 17               | Promithéas Patras                  | Peristéri Athènes                    |
| Nick Minnerath            | États-Unis             | Ailier fort            | 2014-2015                | 34               | STB Le Havre                       | Charge de Canton                     |
| Jean-Michel Mipoka        | France                 | Ailier                 | 2003-2006                | 38               | Formé au club                      | Olympique d'Antibes                  |
| Todd Mitchell             | États-Unis             | Ailier                 | 1991                     | 2                | Bobcats de La Crosse               | Pallacanestro Florence               |
| Kadri Moendadze           | France                 | Ailier, arrière        | 2014-2016                | 48               | Formé au club                      | SOM Boulogne-sur-Mer                 |
| Michael Mokongo           | Centrafrique           | Meneur                 | 2008-2009                | 37               | Bandırma BK                        | APOEL Nicosie                        |
| Romuald Morency           | France                 | Ailier                 | 2014-2015                | 4                | Formé au club                      | Poitiers Basket 86                   |
| Benoit Morillon           | France                 | Intérieur              | 1978-1979                | 3                | ?                                  | ?                                    |
| Benoit Morillon           | France                 | Intérieur              | 1980-1982                | 3                | ?                                  | Lumière Saint-Gilles-Croix-de-Vie    |
| Benoit Morillon           | France                 | Intérieur              | 1983-1984                | 3                | Lumière Saint-Gilles-Croix-de-Vie  | Espérance Saint-Laurent-de-la-Plaine |
| Yannis Morin              | France                 | Ailier fort            | 2012-2015                | 61               | Centre fédéral                     | STB Le Havre                         |
| Vincent Mouillard         | France                 | Meneur                 | 2001                     | 2                | Formé au club                      | ESPE Châlons-en-Champagne            |
| Corey Muirhead            | États-Unis             | Ailier                 | 2007-2008                | 20               | Oberwart Gunners                   | Sion Basket                          |
| Maguette N'doye           | Sénégal                | Intérieur              | 1987-1989                | 43               | Agen BC                            | BCM Gravelines                       |
| Abdoulaye N'doye          | France                 | Meneur, arrière        | 2016-2020                | 102              | Formé au club                      | BCM Gravelines-Dunkerque             |
| Joël Napol                | France                 | Arrière                | 1985-1986                | ?                | ?                                  | Golden Lion de Saint-Joseph          |
| Lester Neal               | États-Unis             | Ailier fort            | 1995-1996                | 15               | Maurienne SB                       | ?                                    |
| DeMarcus Nelson           | États-Unis             | Arrière                | 2010-2011                | 74               | Scandone Avellino                  | BC Donetsk                           |
| DeMarcus Nelson           | États-Unis             | Arrière                | 2011-2012                | 74               | BC Donetsk                         | Étoile rouge de Belgrade             |
| Bassirou Niang            | Sénégal                | Ailier fort            | 1996-1997                | 3                | Caen BC                            | Near East Kaisarianí                 |
| Demetris Nichols          | États-Unis             | Ailier fort            | 2011                     | 12               | JA Vichy                           | Metros de Santiago                   |
| David Noel                | États-Unis             | Ailier                 | 2016-2017                | 30               | Orléans LB                         | Retraite sportive                    |
| Emmanuel Nzekwesi         | Pays-Bas               | Ailier fort            | 2023-en cours            | 26               | ESSM Le Portel                     | Au club en 2023-2024                 |
| Derrick Obasohan          | Nigeria                | Ailier                 | 2012-2013                | 23               | Boca Juniors                       | AS Monaco                            |
| Chris Oliver              | États-Unis             | Ailier                 | 2014-2015                | 31               | Boulazac BD                        | Niigata Albirex                      |
| Carl Ona Embo             | France                 | Meneur                 | 2011-2013                | 78               | Poitiers Basket 86                 | Sharks d'Antibes                     |
| Stéphane Ostrowski        | France                 | Ailier fort            | 1995-1998                | 64               | Olympique d'Antibes                | Olympique d'Antibes                  |
| Haukur Pálsson            | Islande                | Ailier                 | 2017-2018                | 33               | Rouen MB                           | Nanterre 92                          |
| Terell Parks              | États-Unis             | Ailier fort            | 2020                     | 6                | BK Nijni Novgorod                  | Bnei Herzliya                        |
| Bobby Parks               | États-Unis             | Arrière, ailier        | 1995-1996                | 14               | Aspac Jakarta                      | Joueur libre                         |
| Chandler Parsons          | États-Unis             | Ailier                 | 2011                     | 3                | Gators de la Floride               | Rockets de Houston                   |
| Bruno Pasquier            | France                 | Ailier                 | 1979-1980                | ?                | ?                                  | ?                                    |
| Damien Pastres            | France                 | Ailier                 | 1994-1996                | 48               | JDA Dijon                          | Retraite sportive                    |
| Justin Patton             | États-Unis             | Pivot                  | 2022-2023                | 54               | Hapoël Eilat                       | Shanxi Loongs                        |
| Michael Payne             | États-Unis             | Intérieur              | 1985-1986                | ?                | Hawkeyes de l'Iowa                 | AMG Sebastiani Basket                |
| Zachery Peacock           | États-Unis             | Ailier fort            | 2014-2015                | 16               | SOM Boulogne-sur-Mer               | Melikşah Üniversitesi                |
| Miroslav Pecarski         | RF Yougoslavie         | Ailier fort            | 1999                     | 5                | Joueur libre                       | Corpi Gijón                          |
| London Perrantes          | États-Unis             | Meneur, arrière        | 2018-2019                | 23               | Limoges CSP                        | Bahçeşehir Koleji                    |
| Pierre Pierce             | France                 | Arrière, meneur        | 2013                     | 4                | Hyères-Toulon VB                   | Hyères-Toulon VB                     |
| Jean-Claude Pionneau      | France                 | Arrière                | 1975-1979                | ?                | ?                                  | ?                                    |
| Darel Poirier             | France                 | Ailier fort            | 2016-2017                | 17               | Formé au club                      | Go-Go de Capital City                |
| Jacques Porcher           | France                 | Ailier                 | 1975-1979                | ?                | JF Cholet                          | FB Mortagne-sur-Sèvre                |
| Rob Preston               | États-Unis             | Ailier                 | 1998                     | 3                | Bree BBC                           | BC Wetzikon                          |
| J.P. Prince               | États-Unis             | Ailier                 | 2015-2016                | 15               | BC Ostende                         | Trabzonspor                          |
| Craig Randall II          | États-Unis             | Meneur                 | 2023-en cours            | 5                | Wolves de l'Iowa                   | Au club en 2023-2024                 |
| Monwell Randle            | États-Unis             | Pivot                  | 2007                     | 3                | West-Brabant Giants                | Oyak Renault Bursa                   |
| François Rembault         | France                 | Ailier                 | 1985-1986                | ?                | ?                                  | ?                                    |
| Reda Rhalimi              | Maroc                  | Pivot                  | 2007-2008                | 14               | Gezira SC                          | PAOK Thessalonique                   |
| M. J. Rhett               | États-Unis             | Intérieur              | 2017                     | 10               | Tadamon Zouk                       | CR Flamengo                          |
| Micheal Ray Richardson    | États-Unis             | Ailier                 | 1997-1998                | 18               | Sebastiani Rieti                   | Libertas Forlì                       |
| Norman Richardson         | États-Unis             | Arrière, ailier        | 2006                     | 15               | Paris BR                           | Boca Juniors                         |
| Antoine Rigaudeau         | France                 | Meneur                 | 1987-1995                | 151              | Formé au club                      | EB Pau-Orthez                        |
| Jalen Riley               | États-Unis             | Arrière, meneur        | 2020-2021                | 25               | Palangos Kuršiai                   | FC Porto                             |
| Rémi Rippert              | France                 | Ailier fort            | 2000-2002                | 43               | PSG Racing                         | Élan chalonnais                      |
| Ryan Robertson            | États-Unis             | Ailier                 | 2005                     | 23               | Flight de Saint-Louis              | Retraite sportive                    |
| Hugo Robineau             | France                 | Meneur                 | 2019-2023                | 95               | Formé au club                      | Boulazac BD                          |
| Antywane Robinson         | États-Unis             | Ailier fort            | 2008-2011                | 147              | EB Pau-Lacq-Orthez                 | Erdemir SK                           |
| Antywane Robinson         | États-Unis             | Ailier fort            | 2018-2019                | 147              | Büyükçekmece Basketbol             | Retraite sportive                    |
| David Robinson            | États-Unis             | Pivot                  | 2001-2002                | 28               | Strasbourg IG                      | Hyères-Toulon VB                     |
| Ángel Rodríguez           | Porto Rico             | Meneur                 | 2016-2017                | 24               | Hurricanes de Miami                | Maccabi Haïfa                        |
| Olivier Roi               | France                 | Meneur                 | 1992                     | 6                | Étoile de Voiron                   | Rupella                              |
| Jonathan Rousselle        | France                 | Meneur, arrière        | 2014-2018                | 126              | BCM Gravelines-Dunkerque           | Limoges CSP                          |
| Bruno Ruiz                | France                 | Meneur                 | 1987-1988                | 29               | Nice Olympique                     | Montpellier PB                       |
| Neal Sako                 | France                 | Pivot                  | 2022-en cours            | 28               | Champagne Basket                   | Au club en 2023-2024                 |
| Tidjane Salaün            | France                 | Ailier, ailier fort    | 2023-en cours            | 31               | Formé au club                      | Au club en 2023-2024                 |
| James Sarno               | États-Unis             | ?                      | 1981-1982                | ?                | ES Avignon                         | ?                                    |
| Chad Scott                | États-Unis             | Ailier fort            | 1994                     | 2                | Gaiteros del Zulia                 | Joueur libre                         |
| Kevin Séraphin            | France                 | Intérieur              | 2008-2010                | 70               | Formé au club                      | Wizards de Washington                |
| Jean-Marc Sétier          | France                 | Intérieur              | 1997-1998                | 17               | PSG Racing                         | Besançon BC                          |
| John Shasky               | États-Unis             | Intérieur              | 1986-1987                | ?                | Golden Gophers du Minnesota        | Basket Brescia                       |
| Philippe Sicard           | France                 | Ailier                 | 1976-1977                | ?                | ?                                  | ?                                    |
| Andy Sigiscar             | France                 | Ailier                 | 2023-en cours            | 1                | Orléans LB                         | Au club en 2023-2024                 |
| A. J. Slaughter           | États-Unis             | Arrière                | 2012-2013                | 34               | Mons-Hainaut                       | Élan chalonnais                      |
| Maurice Smith             | États-Unis             | Intérieur              | 1999-2000                | 10               | Mons-Hainaut                       | Strasbourg IG                        |
| Ywen Smock                | France                 | Pivot                  | 2015                     | 2                | Formé au club                      | ASC Denain-Voltaire PH               |
| Marcellus Sommerville     | États-Unis             | Ailier fort            | 2010                     | 19               | Élan chalonnais                    | Paris-Levallois Basket               |
| Karim Souchu              | France                 | Ailier                 | 2012-2013                | 34               | STB Le Havre                       | Poitiers Basket 86                   |
| Reggie Speights           | États-Unis             | Ailier                 | 1986-1987                | ?                | Avenir de Rennes                   | CRO Lyon                             |
| Tony Stanley              | États-Unis             | Arrière                | 2001-2003                | 72               | Flyers de Dayton                   | Budućnost Podgorica                  |
| Jarod Stevenson           | États-Unis             | Ailier                 | 1999-2000                | 21               | Śląsk Wrocław                      | Pride du Connecticut                 |
| Michael Stockton          | États-Unis             | Meneur                 | 2019-2021                | 40               | BG Göttingen                       | Boudivelnyk Kiev                     |
| Terrell Stoglin           | États-Unis             | Meneur                 | 2013-2014                | 22               | KAE Ilisiakos                      | Azovmach Marioupol                   |
| Greg Stolt                | États-Unis             | Ailier fort            | 2003                     | 7                | Niigata Albirex                    | ?                                    |
| Isaiah Swann              | États-Unis             | Arrière                | 2016-2017                | 16               | Maccabi Ashdod                     | Marinos de Anzoátegui                |
| Pape Sy                   | France                 | Arrière, ailier        | 2018-2019                | 30               | Strasbourg IG                      | BCM Gravelines-Dunkerque             |
| Jamaal Tatum              | États-Unis             | Arrière, meneur        | 2009-2010                | 8                | Stampede d'Idaho                   | BK Ventspils                         |
| Ronell Taylor             | États-Unis             | Ailier, arrière        | 2015                     | 6                | AS Monaco                          | JL Bourg-en-Bresse                   |
| Steed Tchicamboud         | France                 | Meneur                 | 2006-2008                | 74               | ESPE Châlons-en-Champagne          | SLUC Nancy                           |
| Franck Tchiloemba         | France                 | Pivot                  | 1992                     | 3                | ASVEL Lyon-Villeurbanne (espoirs)  | AS Bondy 93                          |
| Torey Thomas              | États-Unis             | Meneur                 | 2014                     | 4                | Le Mans SB                         | Aris Thessalonique                   |
| James Thompson            | États-Unis             | Pivot                  | 2023                     | 6                | Ienisseï Krasnoïarsk               | CSK Samara                           |
| Kim Tillie                | France                 | Ailier fort            | 2022-en cours            | 51               | Kolossos Rhodes                    | Au club en 2023-2024                 |
| Joseph Trapani            | États-Unis             | Ailier fort            | 2015-2016                | 34               | SPO Rouen                          | Bàsquet Manresa                      |
| Olivier Troisfontaines    | France                 |                        | 2018-2019                | 28               | Okapi Alost                        | BC Ostende                           |
| Edwin Ubiles              | Porto Rico             | Ailier                 | 2012                     | 1                | Wizards de Washington              | Warriors de Santa Cruz               |
| Bertrand Van Butsele      | France                 | Ailier                 | 1991-1993                | 41               | Saint Quentin BB                   | Retraite sportive                    |
| José Vargas               | République dominicaine | Pivot                  | 1993-1994                | 15               | Criollos de Caguas                 | Leñeros de Los Mina                  |
| Bill Varner               | États-Unis             | Arrière                | 2000-2001                | 27               | Cocodrilos de Caracas              | Cantabria Baloncesto                 |
| Luc-Arthur Vebobe         | France                 | Ailier fort            | 2010-2013                | 97               | Olympique d'Antibes                | Sharks d'Antibes                     |
| Enrique Villalobos        | Espagne                | Arrière                | 1998-1999                | 26               | CB Grenade                         | Olympique d'Antibes                  |
| Jean-Pierre Ville         | France                 | Pivot                  | 1987-1989                | 20               | Formé au club                      | CA Saint-Etienne                     |
| Denis Vivion              | France                 | Ailier                 | 1975-1977                | ?                | ?                                  | ?                                    |
| Graylin Warner            | États-Unis             | Ailier                 | 1987-1992                | 226              | Fabriano Basket                    | Pagrati Athènes                      |
| K'Zell Wesson             | États-Unis             | Pivot                  | 2001-2003                | 77               | Büyük Kolej                        | Roseto Basket                        |
| Nicky White               | États-Unis             | Intérieur              | 1982-1987                | ?                | ALM Évreux                         | CA Saint-Etienne                     |
| John Whorton              | États-Unis             | Intérieur              | 2003                     | 2                | London Towers                      | Darüşşafaka SK                       |
| Alan Wiggins              | États-Unis             | Intérieur              | 2007-2009                | 65               | Dons de San Francisco              | Steaua Bucarest                      |
| Corey Williams            | États-Unis             | Meneur                 | 2006                     | 8                | Skyforce de Sioux Falls            | Skyforce de Sioux Falls              |
| Marcus Williams           | États-Unis             | Meneur                 | 2017                     | 9                | Budućnost Podgorica                | Bighorns de Reno                     |
| Lamayn Wilson             | États-Unis             | Ailier fort            | 2005-2006                | 82               | EnBW Ludwigsbourg                  | Pallacanestro Cantù                  |
| Lamayn Wilson             | États-Unis             | Ailier fort            | 2013-2014                | 82               | Krasnye Krylya Samara              | Ironi Nes Ziona                      |
| DaShaun Wood              | États-Unis             | Meneur                 | 2016                     | 18               | Joueur libre                       | Limoges CSP                          |
| Michael Wright            | États-Unis             | Ailier fort            | 2015                     | 3                | Joueur libre                       | Shahrdari Bandar Abbas               |
| Michael Young             | États-Unis             | Ailier fort            | 2018-2019                | 30               | Leones de Ponce                    | Hebei Xianglan Kylins                |
| Ray Young                 | États-Unis             | Ailier                 | 1996                     | 1                | Poissy-Chatou Basket               | CRO Lyon                             |
| Momir Zagorac             | Yougoslavie            | Intérieur              | 1980-1981                | ?                | Vaillante d'Angers                 | AC Pornic                            |
| Thierry Zaire             | France                 | Pivot                  | 1989-1994                | 54               | Formé au club                      | Angers BC                            |
| Patrick Zamour            | France                 | Arrière                | 1984-1986                | ?                | ES Avignon                         | UA Cognac                            |